# Nikolaos Sifunakis
Nikolaos Sifunakis, gr. Νικόλαος Σηφουνάκης (ur. 21 grudnia 1949 w Retimno) – grecki polityk, architekt, publicysta, wieloletni poseł, eurodeputowany w latach 2004–2007.

## Życiorys
Ukończył studia z zakresu architektury na Uniwersytecie w Genui. Pracował jako niezależny architekt. W 1976 wstąpił do Panhelleńskiego Ruchu Socjalistycznego (PASOK). Od 1983 do 1987 był prefektem Nomos Lesbos, następnie przez dwa lata dyrektorem generalnym jednej ze stacji wchodzących w skład ERT. Od 1989 do 2004 reprezentował PASOK w Parlamencie Hellenów.
Na skutek wyborów w 2004 zasiadł w Europarlamencie VI kadencji. Przystąpił do frakcji socjalistycznej, został przewodniczącym Komisji Kultury i Edukacji.
Z PE odszedł w 2007, obejmując ponownie mandat deputowanego do Parlamentu Hellenów, który utrzymał także w wyborach w 2009 i w czerwcu 2012 (powracając do parlamentu po miesięcznej przerwie).